# Chaetonotus balticus
Chaetonotus balticus är en djurart som tillhör fylumet bukhårsdjur, och som beskrevs av Adolf Remane 1926. Chaetonotus balticus ingår i släktet Chaetonotus och familjen Chaetonotidae. Arten är reproducerande i Sverige. Inga underarter finns listade i Catalogue of Life.